# Zizyphomyia limata
Zizyphomyia limata är en tvåvingeart som först beskrevs av Daniel William Coquillett 1902.  Zizyphomyia limata ingår i släktet Zizyphomyia och familjen parasitflugor. Inga underarter finns listade i Catalogue of Life.